# Enterovirus bovino
Enterovirus bovino (BEV) es un picornavirus del género Enterovirus. Es endémico en el ganado vacuno, pero no es patógeno. Su ARN es de aproximadamente 7500 bases.

## Importancia
Este virus es endémico en el ganado de todo el mundo. Se han clasificado en dos serotipos, 1 y 2, los cuales se clasifican en subtipos. Su tropismo es muy amplio, este incluye humanos, ovejas, caballos, perros, camellos, y otros hospederos mamíferos. Secuencias parecidas al BEV se han reportado en crustáceos extraídos de aguas contaminadas con heces bovinas.
Su estructura corresponde a la descripción típica de los picornavirus. El receptor de superficie que reconoce en la célula hospedadora aun esta por identificarse, pero se sabe que es sensible a neuraminidasa.